# Radoryż Smolany (gromada)
Radoryż Smolany – dawna gromada, czyli najmniejsza jednostka podziału terytorialnego Polskiej Rzeczypospolitej Ludowej w latach 1954–1972.
Gromady, z gromadzkimi radami narodowymi (GRN) jako organami władzy najniższego stopnia na wsi, funkcjonowały od reformy reorganizującej administrację wiejską przeprowadzonej jesienią 1954 do momentu ich zniesienia z dniem 1 stycznia 1973, tym samym wypierając organizację gminną w latach 1954–1972.
Gromadę Radoryż-Smolany (spisano z łącznikiem) z siedzibą GRN w Radoryżu-Smolanym (w obecnym brzmieniu Radoryż Smolany) utworzono – jako jedną z 8759 gromad na obszarze Polski – w powiecie łukowskim w woj. lubelskim na mocy uchwały nr 13 WRN w Lublinie z dnia 5 października 1954. W skład jednostki weszły obszary dotychczasowych gromad Radoryż-Smolany, Budki i Huta oraz miejscowości Cisownik i Wierzcholiny z dotychczasowej gromady Cisownik ze zniesionej gminy Radoryż w tymże powiecie. Dla gromady ustalono 16 członków gromadzkiej rady narodowej.
1 stycznia 1960 gromadę zniesiono, włączając jej obszar do gromady Krzywda w tymże powiecie.